# Джаз в България
Родоначалникът на българския джаз е роденият в Харманли, Асен Овчаров. През 1942 г. той създава първия класически джазов оркестър в България и на Балканите. Солист цигулар в него е Сашо Сладура, а вокалистка е Леа Иванова.
След войната джазът в България е забранен от дошлите на власт с държавен преврат комунисти. Хората, които се занимават с тази музика, са репресирани. Асен Овчаров е арестуван и въдворен в лагера в Белене. Леа Иванова е въдворена в лагера в Ножарово, а Сашо Сладура в Ловеч, където е убит през 1961 г.
Първият български джазов състав с международно признание е легендарният квартет „Джаз-Фокус 65“, който през 1967 г. печели наградата на критиката на фестивала в Монтрьо, Швейцария. През 1968 г. квартетът (в състав Милчо Левиев, Симеон Щерев, Петър Славов и Любомир Мицов) записва и албум отвъд Желязната завеса в ГФР.
Една от иконите в българския джаз е маестро Вили Казасян. През 1953 г. свири във второто издание на „Джаза на младите“. Кариерата му е трайно свързана с Биг бенда на БНР, където е последователно пианист, втори диригент и диригент в продължение на 38 години (1960 – 1998). Автор е на детски песни, филмова музика („Ян Бибиян“, телевизионните – „Неочаквана ваканция“, „Горещи следи“), на музика към театрални спектакли, телевизионни и радиомюзикъли. Дебютът му като музикант и композитор е през 50-те години – като пианист в „Джаза на младите“. Свири в Естрадния оркестър при Сатиричния театър, основава „Студио 5“. От тези два състава през 1960 г. е формиран Естрадният оркестър на КТР, в който свири, а по-късно дирижира. Маестро Вили Казасян е гостувал като диригент на радиооркестрите в Берлин, Москва, Лайпциг, участвал е на фестивалите в Атина, Сопот (Полша), Дрезден.
„Бели, зелени и червени“ е един от най-активните български джазови състави от 1970-те години, а комбо съставите на Симеон Щерев и Константин Носов свирят в най-добрите традиции на световния джаз.
В началото на 1980-те години джазът в България продължава развитието си благодарение на певицата Камелия Тодорова и музикантът Милчо Левиев (който включва в композициите си мотиви от българска народна музика), както и на групата „Акустична версия“ – създадена от Христо Йоцов и Антони Дончев – която се радва на международно признание.